# Infern - Cant Vintè

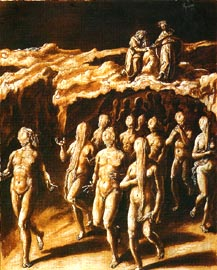
Els endevins. Il·lustració de Giovanni Stradano

El cant vintè de l'Infern de Dante Alighieri té lloc en la quarta fossa del vuitè cercle on són castigats els endevins i els mags; estem a la matinada del 9 d'abril de 1300 (Dissabte Sant), o segons altres comentaristes del 26 de març del 1300.
Dante, després d'una descripció general, assenyala entre els pecadors, a través de les paraules de Virgili, cinc endevins antics (quatre dels quals mitològics) i tres moderns. Durant la presentació de l'endevina Manto, Virgili fa una llarga digressió sobre els orígens de la ciutat de Màntua.

## Anàlisi del cant

### Els endevins - vv. 1-24
Dante comença dient que ha de donar forma als versos per a aquests  nous càstigs dels condemnats que són la matèria del cant vintè "del primer càntic, el dels soterrats": coneixem així que l'Alighieri mateix utilitzava aquests termes "musicals" per indicar respectivament els capítols i els llibres de la seva "Comèdia". "Cant" s'ha mantingut entre els comentaristes (és utilitzat també pels traductors anglosaxons, per exemple), mentre la "cançó" (canzone) avui es tradueix com "càntic".
Dante i Virgili estan travessant les Malebolge ("Males fosses"), o sigui aquells 10 fossats, semblants als dels castells medievals, on es castiguen les diverses categories de fraudulents, és a dir, aquells que van trair al proïsme que no estava obligat a fiar-se d'ells (a diferència dels veritables traïdors que van enganyar als que confiaven en ells per parentiu, amistat o altres lligams socials).
El poeta pelegrí s'aboca cap a la nova fossa i mira cap al fons des del pont que estan travessant, i veu el terra mullat per les llàgrimes dels condemnats. Veu les ànimes que  silencioses i plorant van "pel fossat redó" al pas de les processons ("al pas que, al món, fan resant lletanies").
Només després de fixar-s'hi millor, s'adona que tothom "estava tort entre el mentó i el bust / amb la cara mirant cap a l'esquena". Aquests condemnats per tant han de caminar cap enrere perquè no poden mirar endavant: Dante diu que potser alguns casos de paràlisi ("parlasìa") puguin causar danys d'aquest tipus, però ell mai ha estat testimoni de casos similars i no creu que sigui possible.

### La compassió de Dante - vv. 25-30
Llavors adreçant-se directament al lector, ens diu com, aquesta visió tan monstruosa del nostre cos humà no li permeté mantenir els ulls eixuts, així que plora en compassió per aquests éssers desfigurats, les llàgrimes dels quals regalimen fins a la ratlla del cul "baixant pel cul els banyava les natges"; imatge grotesca i humiliant, que s'afegeix a la figura d'home totalment estrafeta.

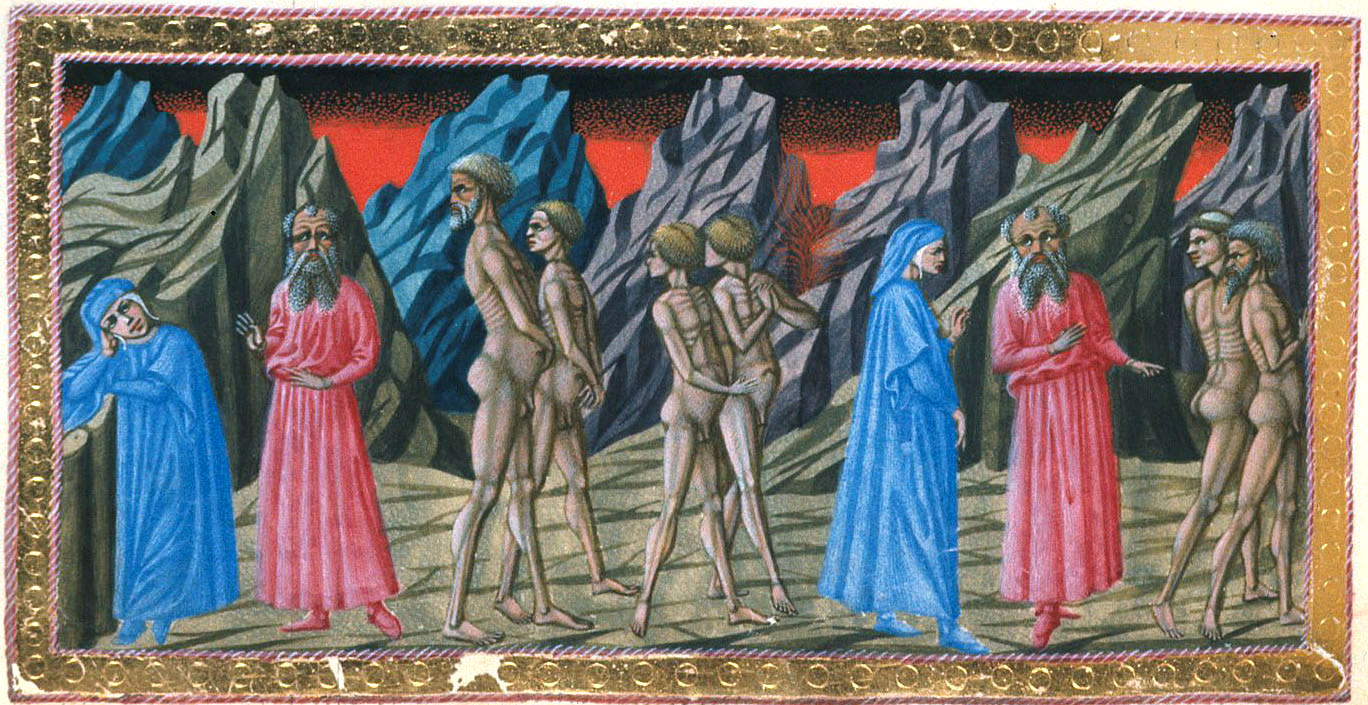
Els Endevins. Priamo della Quercia

Virgili renya severament a Dante, que plora "recolzat en la pedra", i el tracta de ximple, perquè la pietat, a l'Infern és morta i no serveix de res desesperar-se pels condemnats. La pietat més alta és la que es dirigeix a Déu. Per tant, la pietat envers els condemnats no té ací cap sentit, perquè equivaldria a oposar-se al judici diví. Ben mirat, no deixa de ser una aplicació poc compassiva, és a dir poc humana, d'un raonament teològic massa rigorós.
El significat dels dos següents versos és ambigu, en particular sobre el significat que s'ha de donar a "passion" ("compassió").
«qui és més criminal que aquell que sent
compassió pels fets que Déu ha jutjat?»
(vv.29-30)
Les dues possibles lectures són:
1. Qui és més malvat que aquell que té pietat dels condemnats per judici diví?
2. Qui és més malvat que aquell que intenta doblegar el judici diví (implicant-hi màgia i artificis)?
La gran freqüència amb què ens trobem  "passió" en el sentit de "pietat" (compassió) en l'italià antic fa considerar com a més possible la primera hipòtesi, a la majoria de comentaristes; fins i tot si la segona s'adapta millor als versos següents en què Virgili presenta una visió general sobre aquests pecadors.

### Amfiarau;Tirèsias;Aronta- vv. 31-51
Per aquesta reacció de Dante, Virgili enfadat convida al seu deixeble a aixecar el cap (repetit dues vegades) per mirar qui són aquells condemnats.
El primer que s'assenyala és Amfiarau, un dels set reis que van lluitar contra Tebes i que són mencionats per Estaci en la Tebaida (un altre dels set, trobat en el Cant XIV de l'Infern és Capaneu). Aquest Amfiarau havent previst la seva pròpia mort es va amagar abans del setge de Tebes. Però va ser descobert i convençut de marxar a la batalla, on va ser derrotat i obligat a fugir.

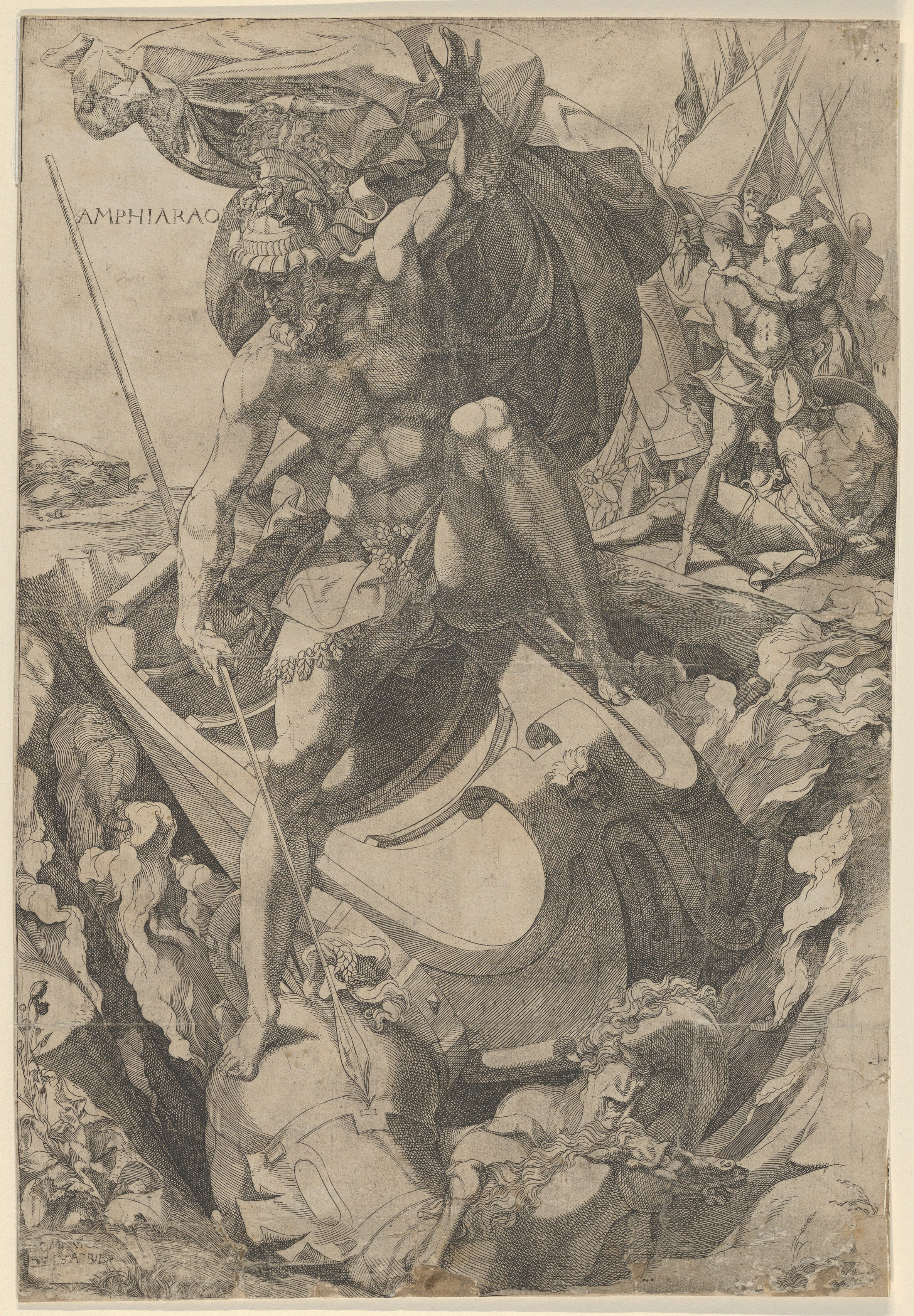
Amfiarau empassat per la terra. Domenico del Barbiere 1540-50

Per impedir que fos mort pels Tebans, Júpiter li va obrir el terra sota els seus peus, fent-lo caure amb el seu carro directament davant de Minos: "la terra es va obrir davant de Tebes / i per això li cridaven: 'On vas, / Amfiarau?, per què deixes la guerra?' / I no parà de redolar avall / fins a Minos que els arreplega tots."(vv. 32-36). Dante en fa una descripció física on també refereix explícitament el contrast dels endevins: té les espatlles en el lloc del pit, "ja que volgué veure massa endavant" (v. 38) i per aquest motiu ara està condemnat a mirar només enrere.
Passant al següent, Virgili indica Tirèsias, el mag que: "de mascle es tornà dona / i el cos sencer se li va transformar" (vv. 41- 42), per haver separat dues serps en aparellament i només va poder reprendre (recuperar) l'aparença masculina tornant-les a colpejar amb la mateixa vara al cap de set anys. No és clar per què Dante en la llarga llegenda de Tirèsias cita només la part de les serps en l'episodi de la transsexualitat, sense per exemple al·ludir a la discussió, entre Júpiter i Juno sobre quin dels dos sexes gaudia més en l'acte sexual, que Tirèsias va saber dirimir donant la raó a Júpiter i que en revenja va ser encegat per Juno. A partir d'aquest episodi, el rei dels déus li va concedir l'ull interior que li permetia veure el futur. Potser a pesar de la fama d'aquests endevins mitològics, a Dante només li interessava citar la manipulació de les coses naturals que feien aquests "mags" on radicaria la maldat i el motiu de la seva prèsencia en aquesta fossa.
A continuació, segueix la descripció d'Aronta, llegendari endeví etrusc extret de la "Farsàlia" de Lucà, on prediu la victòria de Cèsar. Virgili el descriu com aquell que té el ventre com esquena i que tingué la seva morada en una caverna de les muntanyes de Luni entre els marbres blancs, per sobre dels carraresos que utilitzen la ronca (una mena de falç utilitzada per conrear i netejar de males herbes la terra) i on viuen; allí podia veure plenament ("hi havia vista oberta") les estrelles i el mar. De fet, en Lucà, Aronta s'esmenta com a procedent de Lucca (Lucae) per la qual cosa Dante potser s'ha confós o potser tenia dades inexactes.

### Manto i l'origen de Màntua - vv. 52-102
La següent endevina és una de les rares pecadores situades en l'Infern per Dante, a part de les mortes per amor en el segon cercle dels luxuriosos i de Tais al segon fossat de les Malebolge amb els aduladors. Es tracta de Manto i, també en aquest cas, Virgili comença a descriure-la pel seu aspecte físic: és aquella que té les mamelles cobertes pels cabells ("les trenes deslligades"), on també té el pubis pilós. Manto és la filla de Tirèsias i és recordada per Virgili, Horaci i Estaci. Es diu que va vagar per moltes terres, de fet la seva llegenda en la Tebaida de Estaci conta com després de la mort del seu pare a Tebes ("la ciutat de Bacus"); i per fugir a la tirania de Creont, havia vagat molt, abans d'aturar-se prop del llac del riu Mincio, on va sorgir Màntua, que d'ella mateixa prengué el nom.

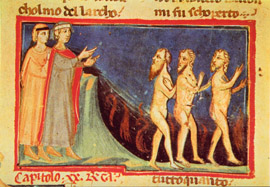
Bottega de Pacino de Bonaguida, Dante i Virgili troben la processó dels endevins (XIV secolo)

Virgili aprofita aquesta ocasió per parlar una mica d'"on jo vaig néixer" i ho fa amb una llarga digressió de catorze tercets.
Comença amb una descripció geogràfica precisa: a Itàlia hi ha un llac anomenat Benaco (el llac de Garda en el seu nom més antic) als peus dels Alps que tanquen Alemanya ("Lamagna") amb el Tirol ("Tiralli"); de mil fonts arriba l'aigua que s'estanca entre Garda, Val Camonica i els Alps (Apení); en el centre hi ha un punt al qual, si poguessin arribar-hi, el bisbe de Trento, el de Brescia i el de Veronatindrien la mateixa autoritat (de fet, hi ha una illa on les tres diòcesis tenen igual autoritat, l'illa de Garda, fins i tot si aquí la presència del verb condicional indica potser un punt ideal, per dir quines ciutats tenen jurisdicció en els tres costats).
Allí apareix Peschiera, bella fortalesa preparada per enfrontar-se a Brescia i Bèrgam (implicada amb els veronesos) en el punt on les aigües es desborden i es converteixen en emissari fluvial, el Mincio, que flueix cap al Po prop de Governolo (fracció de Roncoferraro, MN).
El Mincio, per tant, no flueix molt abans de trobar un "pla", una depressió, on "esdevé aiguamoll" i només a l'estiu es desseca.
Aquí, Manto, la verge "esquerpa", és a dir, refractària a les noces (aquest terme l'ha utilitzat Dante també per a la maga Ericto a Infern IX, 23, però en el sentit de cruel), va trobar la terra deshabitada i sense cultivar enmig del pantà i allà es va establir amb els seus servents practicant les seves arts mentre va viure, després va deixar allí el seu cos buit. Només més tard es van anar reunint homes en aquell lloc pel pantà, que el protegia per totes parts i van construir una ciutat sobre aquells ossos sepultats i la van anomenar Màntua en honor de la maga, sense decidir el nom a sorts (com en altres ciutats es conta que va succeir, per trobar un nom i una data de fundació propicis).

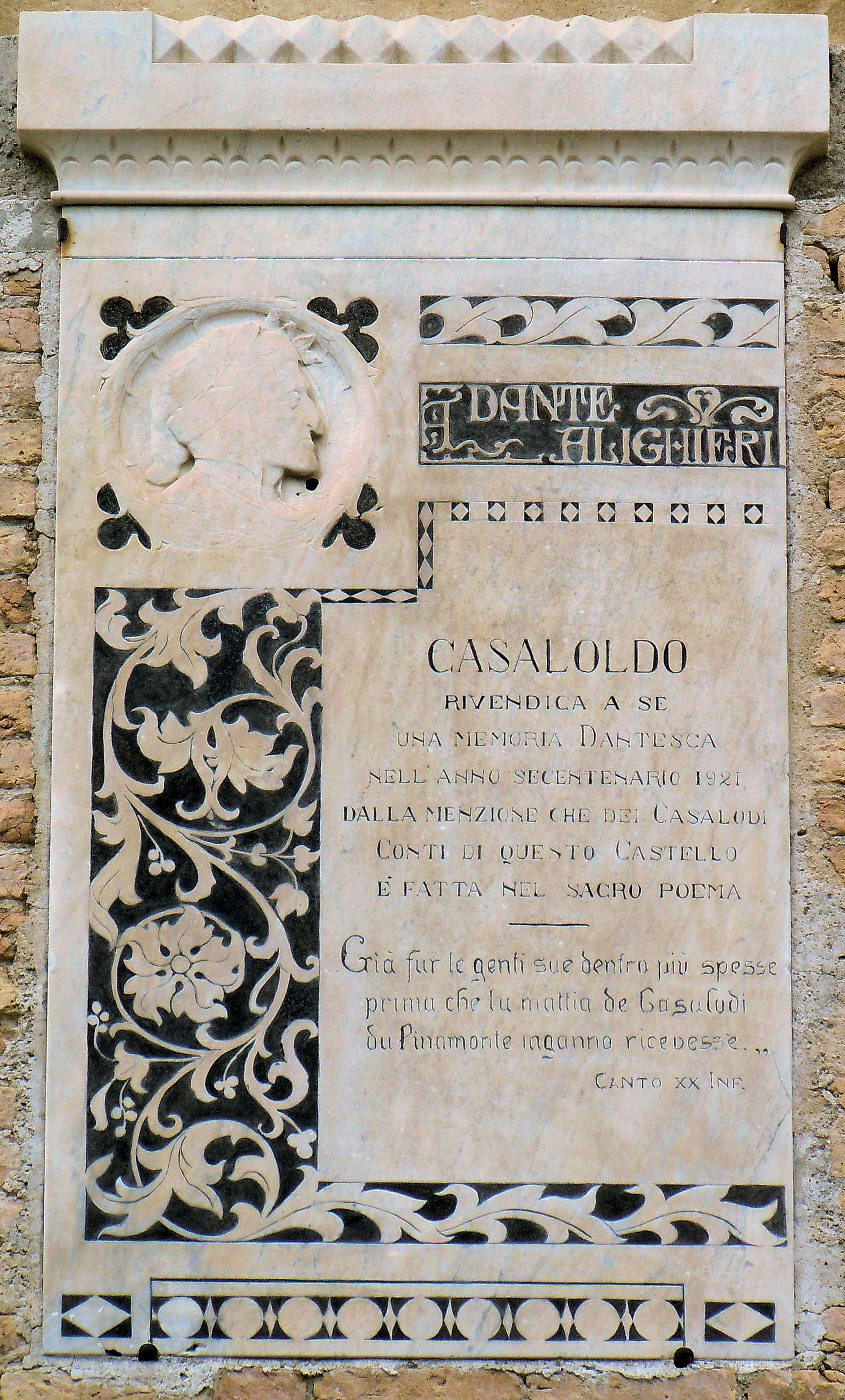
Casaloldo, làpida en el castell dels Casalodi en memòria de Dante

Des de llavors, la població va anar creixent fins que Alberto da Casalodi, del partit güelf, va ser enganyat per Pinamonte dels Bonacolsi, gibel·lí, que es va aprofitar de la seva estupidesa ("follia", v. 95), el va convèncer d'exiliar a moltes famílies güelfes nobles, privant-lo així de qui podria haver-lo recolzat contra el poble; després posant-se al davant del poble, Pinamonte va fer fora de Màntua a Alberto i a les restants famílies nobles, moltes de les quals van ser exterminades, provocant la despoblació de la ciutat durant el segle xiii.
Virgili acaba el parèntesi afirmant que aquesta és la veritat, i que si a Dante li arribessin altres versions de la fundació de Màntua, són mentides que defrauden la realitat. És curiós com Dante vol confirmar (assegurar) fermament els orígens no màgics de Màntua, negant  diverses versions llegendàries, entre les quals una del mateix Virgili (que en l'Eneida X, 198, la presenta com fundada pel fill de Manto, Ocno, per tant es desmenteix a ell mateix i a més la relació entre pelegrí i mestre no hauria permès una lliçó per part de Dante- personatge). Tampoc serien certes les versions de Servi o d'Isidor de Sevilla que la volien fundada per Manto mateixa o per altres personatges mitològics. D'altra banda així Dante reivindica la puresa de la sang lombarda de Virgili i alleuja la seva imatge d'aquella del "Virgili-mag" tan popular a l'edat mitjana.
S'ha de tenir en compte que Manto també és esmentada al Purgatori (Purgatori XXII, v.113) quan Virgili, parlant amb l'Estaci, anomena altres ànimes dels Llimbs a més de les que ja figuren en el Cant Quart de l'Infern, anomenant-la també la "filla de Tirèsies". O Dante es va confondre (i potser havia escrit el cant del Purgatori abans que aquest de l'Infern, oblidant la ràpida referència (al·lusió), o, encara que més improbable que, al contrari, escrivint el Purgatori, s'oblidés d'aquest llarg passatge sobre Manto) o es referia a algun altre personatge, potser citant una font desconeguda per nosaltres.

### Altres endevins - vv. 103-123
Dante llavors demana al seu mestre que li presenti altres condemnats, i Virgili continua la crònica allí on la va interrompre. Un condemnat amb una barba que li cau sobre l'esquena és l'àugur que, quan tots els homes van abandonar Grècia, deixant només els nens de bressol (l'al·lusió és a la guerra de Troia), ell junt amb Calcant van indicar el moment propici ("van donar el senyal") per salpar de l'Àulida: és Eurípil, i Dante l'hauria de conèixer bé; ja que coneix a la perfecció l'"alta tragèdia" virgiliana de l'Eneida ("així el canta / la meua alta tragèdia en algun lloc: / i bé ho saps tu, que te la saps sencera.", vv. 112-114).
En realitat, aquí Dante també comet un error, i és el tercer d'aquest cant, a més dels de Luni / Lucca i la doble menció de Manto. De fet, a l'Eneida, Eurípil no és en absolut un àugur, un endeví, és només el que notifica als grecs la resposta de l'oracle d'Apol·lo.
Per acabar, Virgili menciona tres mags contemporanis: Miquel Scot (és a dir, "escocès"), nom que italianitzat fou Michael Scotus, astròleg de Frederic II; és acusat aquí de què conegué de debò els "jocs i els fraus de les arts màgiques" i descrit com aquell "de costellam tan prim".
Guido Bonatti i el sabater Asdente, que a l'infern es penedeix de no haver-se quedat sobre "el fil i el cuiro" (en lloc de dedicar-se a la màgia).
Tanca la llista una referència a les bruixes, les dones que "es van fer endevines, / deixant agulla, llançadora i fus, / i fent embruixs amb herbes i figures." (vv. 121-123). En temps de Dante la bruixeria era ja perseguida al 1250 havia tingut lloc el primer procés per bruixeria en tota la Toscana i en el 1298 el primer a una bruixa a Florència.

### Final del cant: La lluna i Caín - vv. 124-130
El cant acaba amb una al·lusió al temps per una llegenda popular: la Lluna (indicada com Caín amb un feix d'espines, segons la fantasiosa interpretació medieval de les taques lunars) és a l'horitzó ("als confins dels hemisferis") i està a punt de pondre's sota Sevilla ("Sobilia"). A la pràctica són prop de dos quarts de set del matí i Virgili recorda també com el dia anterior era lluna plena, la claror de la qual va aprofitar Dante en la selva obscura.
«I anavem caminant mentre parlava.»
(v. 130)
I mentre parlaven, caminaven aquí Dante utilitza la paraula "introcque", una paraula dialectal que ja no li agradava per massa vulgar, a De Vulgari Eloquentia, del llatí "inter hoc" (mentrestant), que segella el cant amb un llenguatge com de repertori còmic, potser volent predir el to del proper episodi amb els diables.

### Dante i la màgia
En aquest cant, el contrapàs està esculpit sobre la figura dels endevins, els quals, com explica el mateix Dante, volgueren: "veure massa endavant" i ara es veuen obligats a mirar només enrere i caminar a reculons. Estan entre els fraudulents per haver posat en pràctica enganys objecte de culpa en dos sentits. El primer és el d'haver adulterat l'ordre diví a través del seu treball, alterant i influint sobre coses concebudes en la naturalesa com a inintel·ligibles: aquesta culpa s'aplica als endevins "veritables", almenys a aquells de l'antiguitat mitològica. El segon sentit de la culpa, és la dels "falsos" endevins, que van justificar amb la mentida les accions dels poderosos, proclamant-les com si haguessin estat prescrites per la voluntat divina. Dante va confirmar aquesta segona acusació també en una epístola dirigida als cardenals italians del 1314.
Pel que fa als "mags", que exercien artesanalment els poders ocults, la seva única menció en aquest cant és aquella cita breu i genèrica en la comparació amb les bruixes, que no semblen preocupar-lo massa, a diferència de Tomàs d'Aquino i dels escolàstics que lligaven directament i inequívoca la pràctica màgica amb la concupiscència amb el dimoni (una associació que, a través de la Santa Inquisició, s'ha mantingut fins avui dia en el sentir comú dels cristians).
Pel que fa a l'astrologia, sembla que Dante hi creia. Ell mateix sovint cita les constel·lacions, coneix el seu signe del zodíac, Bessons, i elogia obertament aquest "art liberal" en el Convivio, tot i que en tenia una percepció que sens dubte és diferent de l'actual. Es va referir a l'astrologia com la més elevada i difícil de les arts liberals humanes tant per la "noblesa del seu subjecte" com per la seva "certesa" (exactitud). Segons Sermonti, podríem dir que Dante anomenava Astrologia a la disciplina que avui anomenem Astronomia, que en aquella època si no eren sinònimes eren pràcticament intercanviables.
Creia que les estrelles tenien influència sobre l'home (i les diferents esferes celestes tindran diversos significats molt específics al Paradís), igual que les estacions i el clima, per la qual cosa l'estudi astronòmic-astrològic es considerava important i útil. De fet, l'únic astròleg de l'infern, Miquel Scot citat en aquest cant, és acusat, no per les seves pràctiques, sinó per l'ús fraudulent que va fer d'elles ("que conegué / de debò els jocs i els fraus de les arts màgiques."). D'altra banda, l'ús de l'astrologia per predir el futur aniria en contra del valor del "lliure albir" humà.

## Recitat del Cant Vintè a la xarxa
- Vittorio Gassman
- Giorgio Albertazzi
- Lectura i comentari de Vittorio Sermonti
- Roberto Benigni
- Paràfrasi i imatges animades